# Adolf Brütt

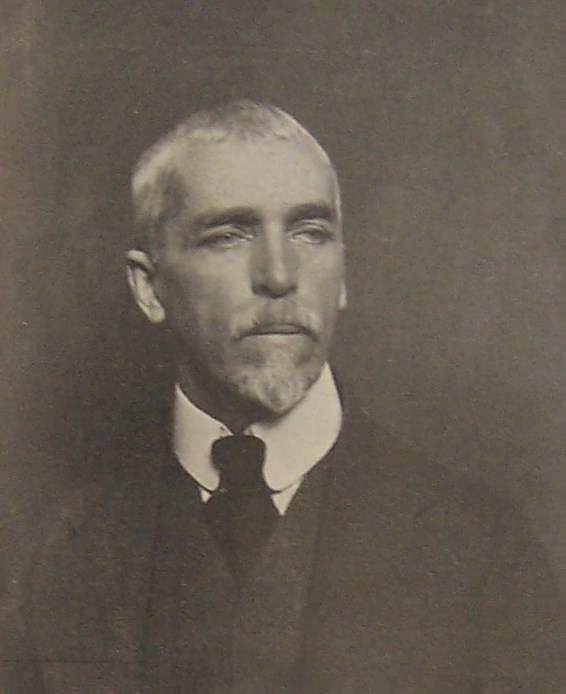
Adolf Brütt

Adolf Carl Johannes Brütt (* 10. Mai 1855 in Husum; † 6. November 1939 in Bad Berka) war ein deutscher Bildhauer und Medailleur.
Brütt gründete die Weimarer Bildhauerschule, die am 1. November 1905 eröffnet wurde und mit den Schwarzburger Werkstätten für Porzellankunst zusammenwirkte. 1910 ging Brütt nach Berlin zurück und Gottlieb Elster wurde sein Nachfolger. Vor den später vom Bauhaus Weimar genutzten Lehrwerkstätten und Meisterateliers im so genannten Kunstgewerbeschulbau stand bis etwa 1926 Brütts „Mädchenfigur“ (1907). Das Ateliergebäude der Bildhauerschule sowie die 1907 im angebauten Südflügel eröffnete Kunstgewerbeschule Weimar gehören seit 1996 zum UNESCO-Welterbe.
Adolf Brütt war der Sohn des Malers Barthold Friedrich Brütt.

## Leben

### Kiel
Brütt wurde in Kiel bei Adolf Müllenhoff (1831–1899) als Steinmetz ausgebildet und wirkte auf seiner Wanderschaft unter anderem am Schloss Linderhof mit. Ein Stipendium der Kieler Spar- und Leihkasse ermöglichte ihm ein Studium an der Berliner Kunstakademie, an der er mehrere Jahre blieb (1875–1878), darunter drei Semester als Schüler von Fritz Schaper. Als Meisterschüler des Bildhauers Leopold Rau (1847–1880) wurde er mit dem Frühwerk Friedrich Nietzsches bekannt. In den folgenden Jahren arbeitete er u. a. in der Münchener Werkstatt von Karl Begas, dem Bruder des neobarocken Bildhauers Reinhold Begas.

### Berlin 1883–1905
1883 wanderte Brütt zusammen mit seinem Schulfreund Hans Olde nach Italien. Im selben Jahr heiratete Brütt und baute sich einen Stadtbahnbogen am Schiffbauerdamm zum Atelier aus und hatte bald Erfolg. Sein Fischer (1887; früher vor der Nationalgalerie in Berlin; dann bis 2009 in Flensburg steht wieder auf der neugestalteten Museumsinsel in Berlin. Im Jahr 2010 stellte der Flensburger Verschönerungsverein einen Nachguss der Skulptur am selben Platz auf. Ein weiterer Nachguss steht in Heikendorf bei Kiel), seine Eva (1889, Nationalgalerie Berlin, heute Stadttheater Flensburg, Bronzevariante Schloss Gottorf) und seine Schwerttänzerin (1891/93; Rathaus Kiel) machten ihn international berühmt (Goldmedaille Weltausstellung Paris 1900), die 1893 Leitfigur der Münchner Secession wurde, zu deren Gründungsmitgliedern Brütt zählte. 1890 war er in das Atelierhaus Lützowstraße 82 gezogen, wo er bis 1900 arbeitete, zeitweise zeitgleich mit Malern der Berliner Secession. Seine Schülerin Anita Nordenholz formte die Figur zum Kämpfenden Weib für den Internationalen Frauenkongress Berlin 1904 um. Dementsprechend spiegelt seine Diana (1903, Nationalgalerie Berlin) eher die Emanzipation des nackten weiblichen Körpers, als Brütts Jagdbegeisterung, die ihn dann mit dem für die deutsche Jagdgesetzgebung bedeutenden Weimarer Rechtsanwalt Georg Mardersteig verband.
Brütt war neben Conrad Fehr Mitbegründer der den Sezessionen nahestehenden Akademie Fehr in Berlin, hatte den Professorentitel, war Mitglied der Preußischen Akademie der Künste und deren Senator.
Ab 1902 setzte Brütt sein Wirken in seiner Geburtsstadt Husum fort, für die er bereits die 1898 enthüllte Büste des Dichters und Schriftstellers Theodor Storm geschaffen hatte. Es entstanden u. a. das als Tine-Brunnen bekannte Asmussen-Woldsen-Denkmal, das zu einem Wahrzeichen der Stadt wurde. Wie schon beim Provinzialdenkmal für Kaiser Wilhelm I. vor dem im Zweiten Weltkrieg zerstörten Hauptbau der Christian-Albrechts-Universität Kiel mit dem Relief der Vernichtung des dänischen Kriegsschiffes Christian VIII. vor Eckernförde 1849 monumentalisierte Brütt die Ereignisse des Deutschen Reichskrieges gegen Dänemark: Standbild des Generals Freiherr Karl von Wrangel, dem Trommler von Kolding, im Flensburger Stadtpark, 27. September 1903 enthüllt und Friedrich von Esmarch in Tönning, 1904. Für Schleswig-Holstein schuf Brütt auch die erhaltenen Bismarck-Standbilder für den Knivsberg und für Altona in einer Grünanlage an der Königstraße (Schleepark, Nähe Behnstraße).
Das seinerzeit hochgeschätzte Standbild des Markgrafen Otto des Faulen (Denkmalgruppe 12) entstand 1899 für die Siegesallee, die Gruppe Friedrich Wilhelm II. (Gruppe 29) folgte 1900. Am 18. Dezember 1901 war die Siegesallee feierlich vollendet. Die Enthüllung von Brütts Bildnisbüste Carl Humanns im Pergamon-Museum verband das Projekt der Siegesallee programmatisch mit dem antiken Sieg über die in Kleinasien eingefallenen Gallier.
Im Zuge der Ergänzung der 32 Gruppen der Siegesallee um die Gruppen 33 und 34 am Brandenburger Tor schuf Brütt 1903 die Gruppe für Kaiser Friedrich, auf dessen Konzept die Gesamtanlage zurückging. Brütts anschließend errichtetes Standbild Wilhelms I. als jugendlicher Prinz in der Uniform der Freiheitskriege folgte einer Anregung Adolph von Menzels. Dadurch war der Bezug zur Kaiser-Wilhelm-Gedächtniskirche mit den dann in Weimar vollendeten Marmorreliefs von Brütt hergestellt. 1903 erhielt er auf der Großen Berliner Kunstausstellung eine große Goldmedaille.

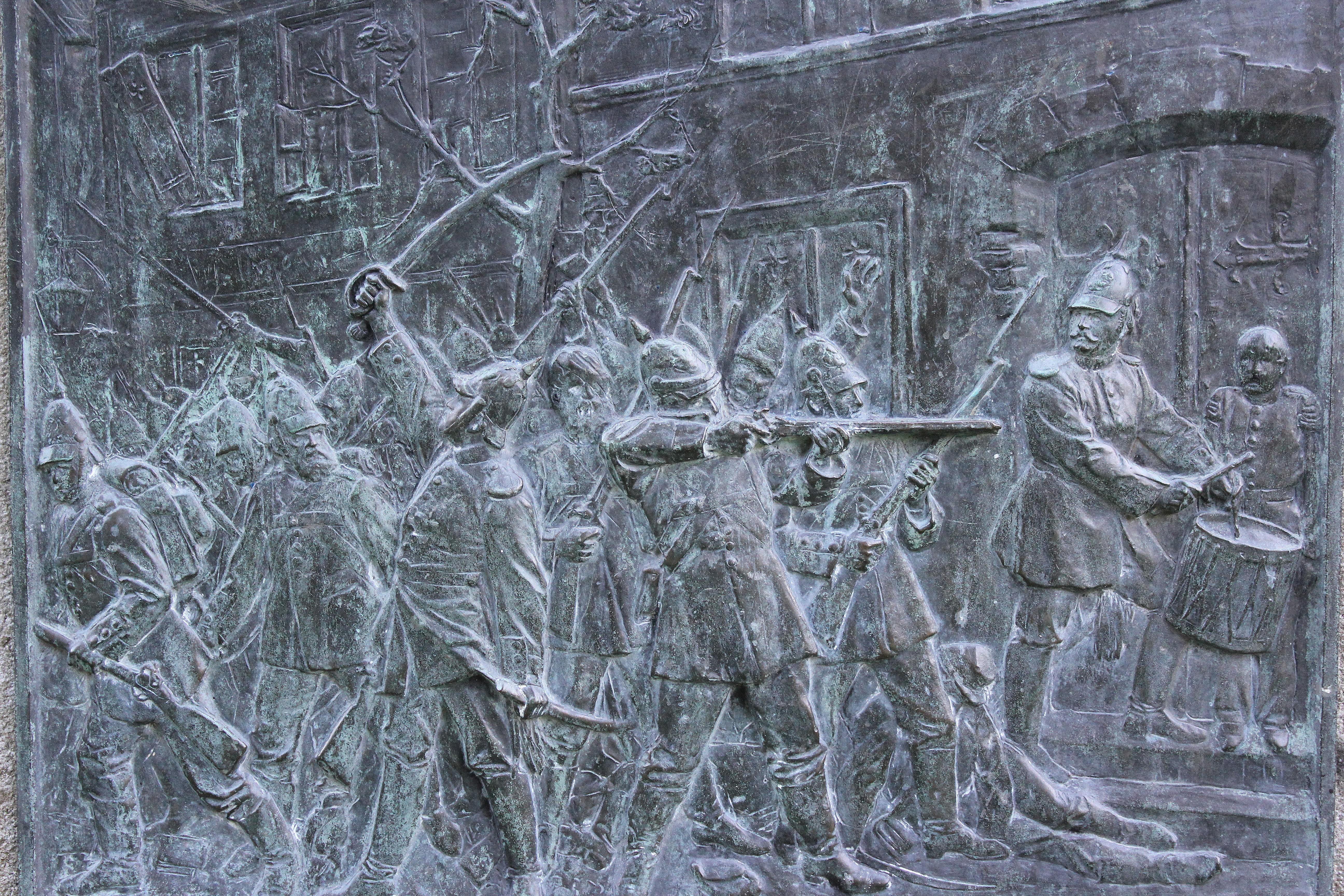
Gedenktafel Karl von Wrangel, Flensburg (1903)
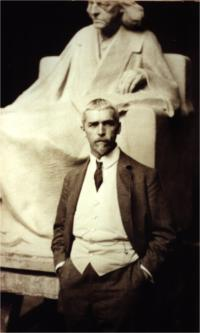
Brütt in Weimar (1909)
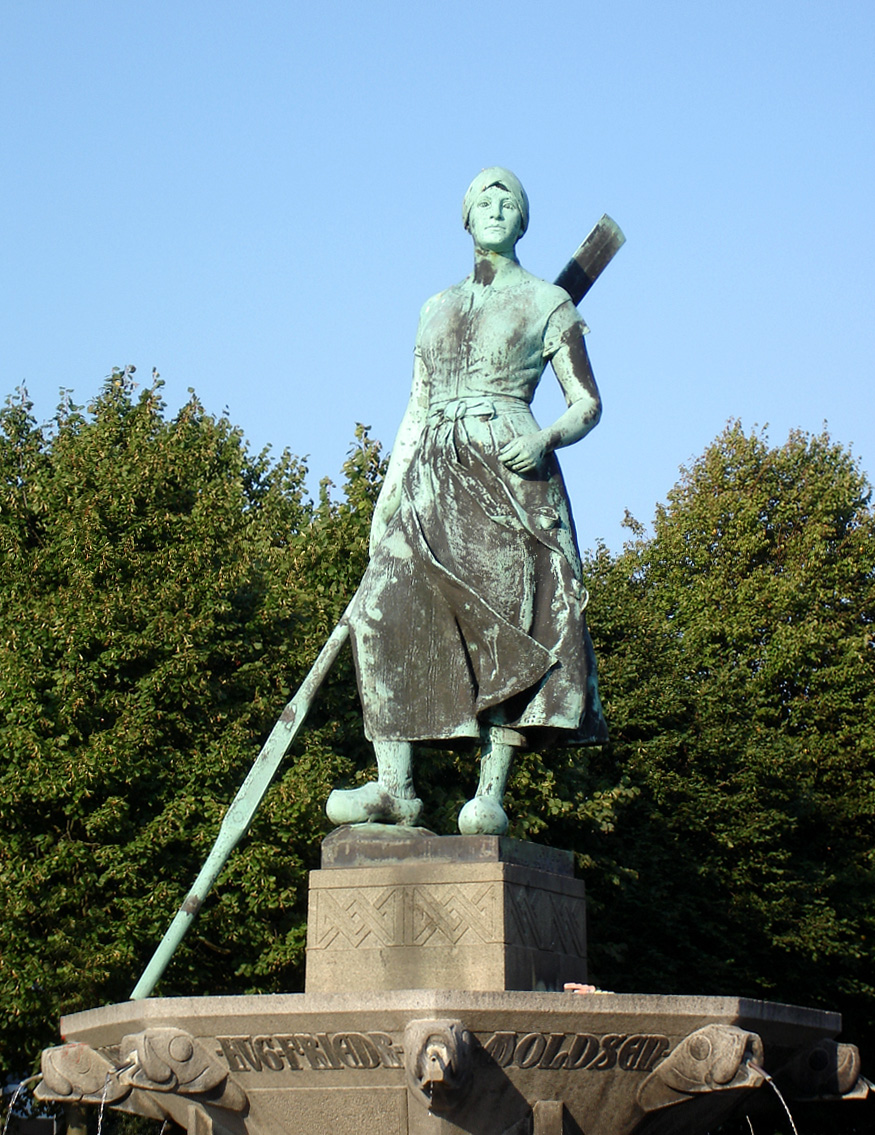
Tine-Brunnen in Husum
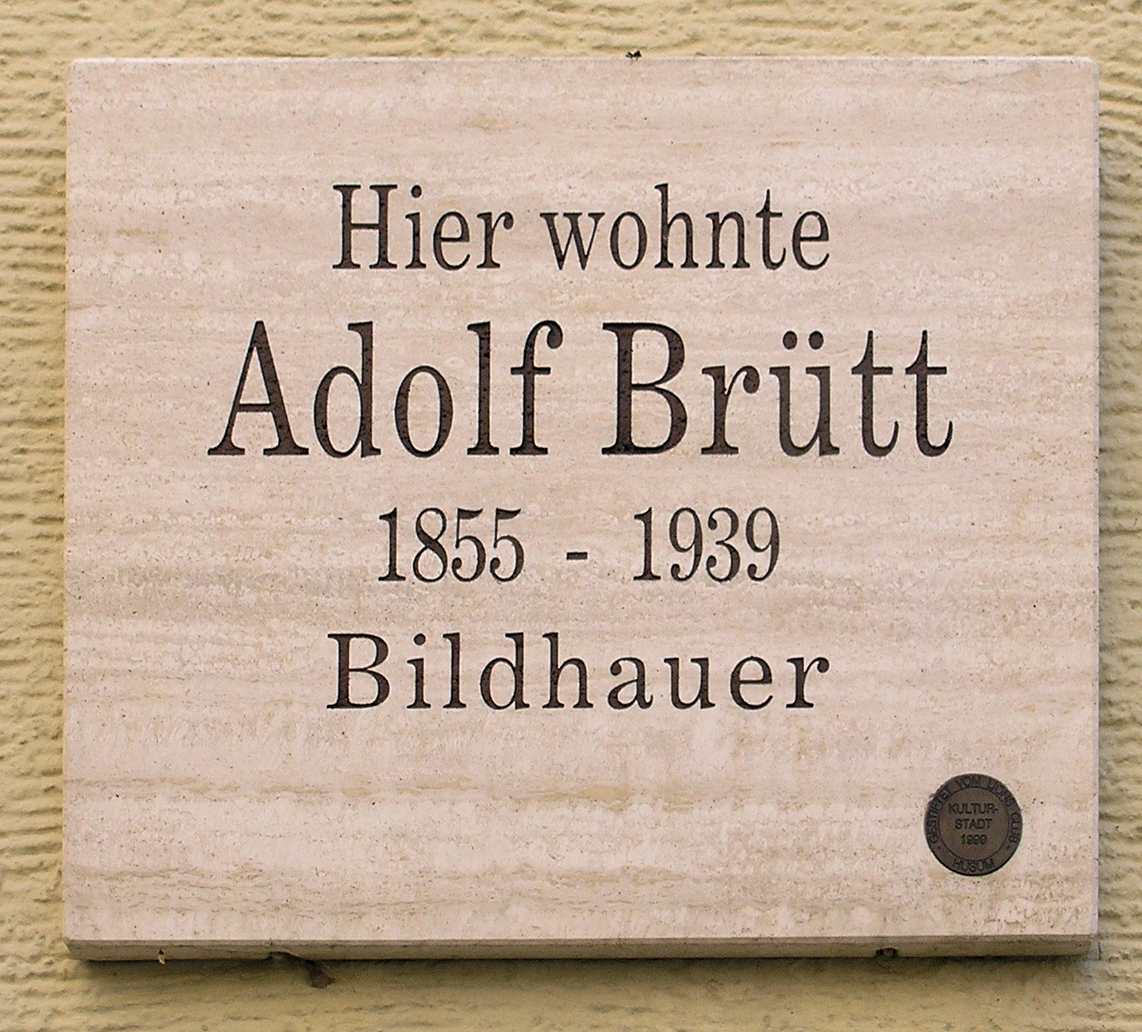
Gedenktafel in Weimar

### Weimar 1905–1910
Seit seinem Otto der Faule suchte sich Brütt vom Berliner Historismus zu lösen. Brütt war befreundet mit dem einflussreichen Berliner Bankier Felix Koenigs († 1900), dessen eigentlich als Keimzelle eines Berliner Sezessions-Museums gedachten Nachlass er der Berliner Nationalgalerie überwies, die dadurch 1901 zu Werken von Französischen Impressionisten und von Auguste Rodin kam. Zum Künstlerkreis um Koenigs hatten auch der Bildhauer Max Klinger und Brütts Jugendfreund, der Maler Hans Olde, gehört. Zum Aufbau des Neuen Weimar berief ihn Olde 1905 zum Professor für Bildhauerei an der Weimarer Kunstschule, wo Brütt die genannte Weimarer Bildhauerschule und Bronzegießerei aufbaute.
Das in Weimar entstandene marmorne Sitzbild Theodor Mommsens (1909) ist Hintergrund von Heiner Müllers Langgedicht „Mommsens Block“ anlässlich dessen Rückführung an seinen alten Standort vor der Berliner Humboldt-Universität. Brütts Nacht (1907), die seine frühe Begegnung mit dem Werk von Friedrich Nietzsche durch Leopold Rau verarbeitet, steht heute in der Bauhaus-Universität in Weimar.
Zusammen mit seinen Schülern schuf Brütt die Marmorreliefs von Dichtern und Musikern in der Eingangshalle des 1908 eröffneten neuen Hoftheaters in Weimar. Das Bildnis Friedrich Schillers wurde Grundlage der von Staatsminister Carl Rothe 1909 gestifteten Schillerplakette der Deutschen Schillerstiftung, die 1910 dem Dichter Paul Heyse verliehen wurde.
Brütts als städtebaulicher Angelpunkt konzipiertes Reiterbild des Großherzogs Carl Alexander, enthüllt am 24. Juni 1907, gemahnte an dessen Eintreten für den Deutschen Verfassungsstaat von 1849 im Schleswig-Holsteinischen Krieg. Zeitgleich errichtet mit der denkmalrechtlichen Unterschutzstellung der von Carl Alexander geschirmten Weimarer Altstadt, stand es dem in Weimar verankerten politischen Zugriff auf Berlin im Wege, wurde 1938 entfernt und ist seit 1946 verschollen. 2003–2005 vergegenwärtigte eine Arbeit von Dieter M. Weidenbach das Reiterbild Brütts auf dem Originalsockel vor Weimars Altstadt. Seit dem 1. Mai 2005 steht diese Vergegenwärtigung Carl Alexanders vor dem Jagdzeughaus in Bad Berka.
Noch in Weimar konzipierte Brütt den Rathausbrunnen für Kiel in der Form des Rolandbildes und schuf damit im Anschluss an seine 1904 der Stadt Kiel gestiftete „Schwerttänzerin“ im Vorfeld der geplanten Berliner Olympiade von 1916 ein exemplarisches Monumentalwerk männlicher selbstbewusster Aktdarstellung – wobei das „bronzezeitliche“ Schwert das Standbild mit der eingeschmolzenen Sockelgruppe des Kaiser-Wilhelm-Denkmals „Schleswig-Holstein“ verband und auf die vorpreußische Landesgeschichte verwies. Anlässlich der Neugestaltung des Rathausvorplatzes zu den Olympischen Sommerspielen 1972 wurde die Statue um 180° gedreht und blickt seitdem in Richtung Rathaus.
Der Geistkämpfer des Bildhauerkollegen Ernst Barlach wurde nach dem Ersten Weltkrieg das Gegenstück zu Brütts Werk.

## Werke

### Personen und Ereignisse
- 1887 Der Fischer, auch Gerettet genannt, Bronze, 176 cm, erworben von der Nationalgalerie Berlin, bis 2009 als Leihgabe auf dem Flensburger Museumsberg, dann auf die Museumsinsel zurückgebracht. Die Gruppe wird von der Deutschen Lebensrettungs-Gesellschaft als Emblem benutzt[14] 1991 wurde in Heikendorf eine Kopie (Zweitguss) aufgestellt,[5] 2010 eine weitere Kopie in Flensburg.
- 1888 Statuette Phryne, Bronze, 52 cm, Husum, Nordfriesisches Museum. Nissenhaus Husum
- 1889 Eva und ihre Kinder, Bronze, 169 cm, Skulpturenpark Schloss Gottorf, Schleswig, Landesmuseum[15]
- 1896 Schwerttänzerin, Bronze, 206 cm, Kiel, Rathausrotunde[16]
- 1890 Steuermann, Bauplastik, Kupfer-Treibarbeit, ca. 400 cm, heute Kiel, NDR-Gebäude (Nachbildung einer verloren gegangenen Sandsteinplastik)[17]
- 1894 Fischerei, Marmor, ca. 220 cm, Berlin, Turmhalle im Roten Rathaus
- 1896 Reiterstandbild Kaiser Wilhelm I, Bronze, ca. 300 cm, Kiel, Schlossgarten[18]
- 1898 Standbild Bismarck, Bronze, ca. 300 cm, Hamburg-Altona, Grünanlage an der Königstraße
- 1898 Büste Theodor Storm, Bronze, Husum, Schlosspark[7]
- 1899 (Enthüllung) Gruppe 12 der Siegesallee, Standbild Otto von Wittelsbach der Faule, Büsten Thilo von Brügge und Thilo von Wardenberg, Marmor, überlebensgroß, beschädigt erhalten, Zitadelle Spandau
- 1900 (Enthüllung) Gruppe 29 der Siegesallee, Standbild Friedrich Wilhelm II, Büsten Großkanzler Graf Carmer und Immanuel Kant, Marmor, überlebensgroß, kopflos erhalten, Zitadelle Spandau
- 1900 Apostel Thomas und Apostel Jakobus, Sandstein, ca. 500 cm, Berlin, außen am Dom
- 1901 Carl Humann (1839–1896), Marmor-Büste des Ingenieurs im Pergamonmuseum, Berlin
- 1901 Weibliche Figur, Bronze, 43 cm, Husum, Nordfriesisches Museum. Nissenhaus Husum; auch verkleinert als Porzellan-Figur vermarktet
- 1902 Asmussen-Woldsen-Brunnen, auch Tine-Brunnen, Granitbrunnen mit ca. 200 cm hoher Bronze-Plastik, Husum, Marktplatz[8]
- 1903 (Enthüllung) Gruppe 33 der Siegesallee, Standbild Friedrich III, Deutscher Kaiser, Büsten Generalfeldmarschall Blumenthal und Hermann von Helmholtz, Marmor, überlebensgroß, nur Büste Blumenthal erhalten, Zitadelle Spandau
- 1903 Standbild General Karl von Wrangel, Bronze, ca. 300 cm, Flensburg, Stadtpark[9]
- 1904 Standbild Wilhelm Prinz von Preußen, Marmor, ca. 250 cm, Berlin-Tiergarten, Kleine Luisen-Insel nahe Philharmonie
- 1904 Christus-Statue für den Neubau der St.-Jürgen-Kirche in Kiel, im Zweiten Weltkrieg verloren gegangen, aber 2008 wiedergefunden[19]
- 1905 Friedrich von Esmarch (Standbild, Bronze) im Schloßgarten von Tönning
- 1905 Porträtplakette für Alexander Conze[20]
- 1906 (Einweihung) Reliefs aus dem Leben Kaiser Wilhelms I, Carrara-Marmor, Berlin-Charlottenburg, Turm-Ruine der Kaiser-Wilhelm-Gedächtniskirche
- 1907 Nacht, Marmor, ca. 200 cm, Kunstschule Weimar
- 1909 Opus 100, Marmor, 83 cm, Berlin-Wedding, Warteraum Krematorium Gerichtstraße
- 1909 Sitzbild Theodor Mommsen, Marmor, ca. 250 cm, Berlin-Mitte, Ehrenhof der Humboldt-Universität
- 1912 Schwertträger, Bronze, ca. 300 cm, Kiel, Rathausmarkt[21]
- 1913 Waidwund, Marmor, 185 cm, Berlin-Schöneberg, Rathaus, Brandenburghalle
- 1926 Frauenhaar, Marmortorso, 95 cm, Kiel, Kunsthalle
- 19 ?? Bronzebüste Christian Lange (Eckernförde 1845–1914 Berlin), Ingenieur und Numismatiker. Privatsammlung Viersen

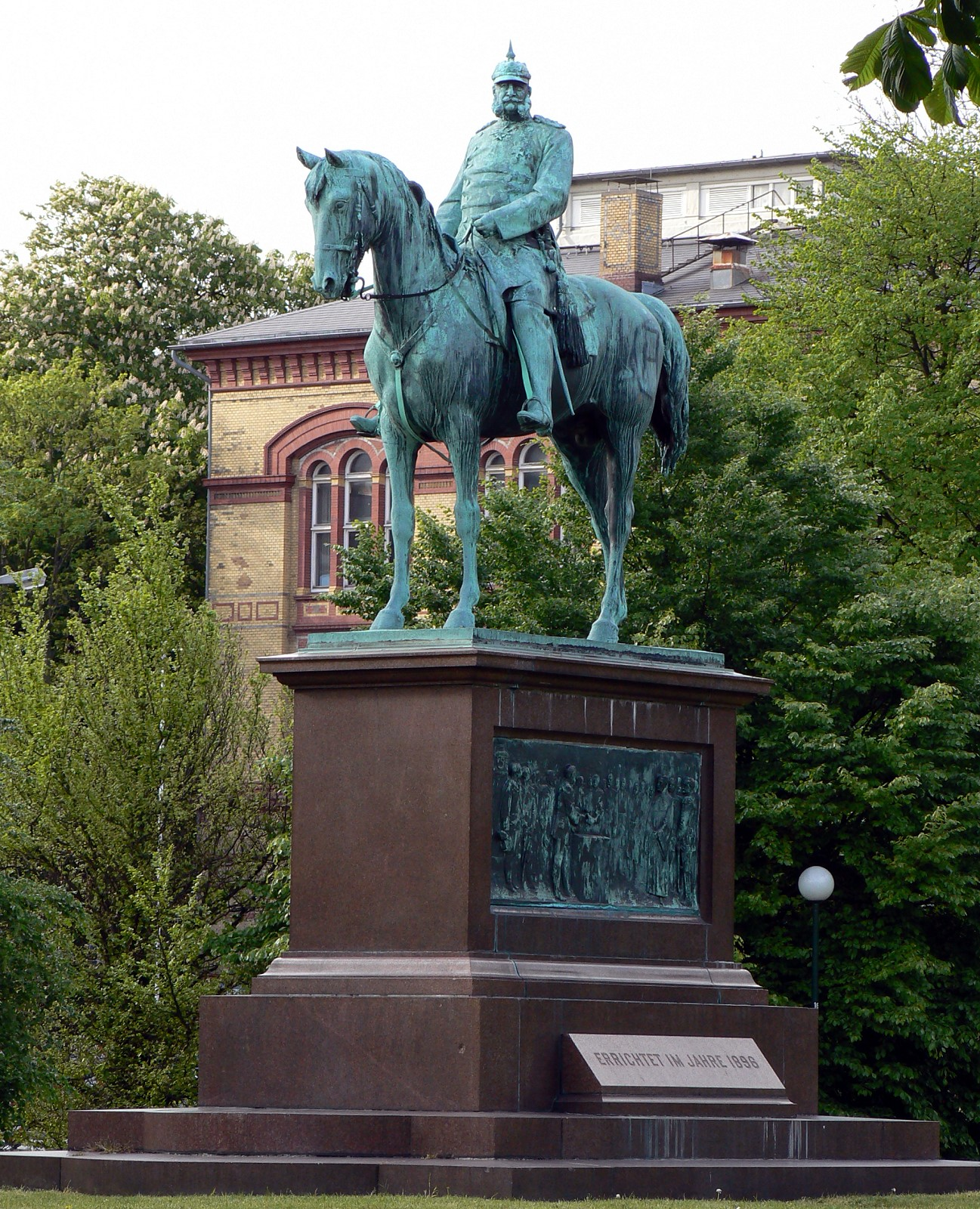
Kaiser Wilhelm I. Reiterstandbild in Kiel
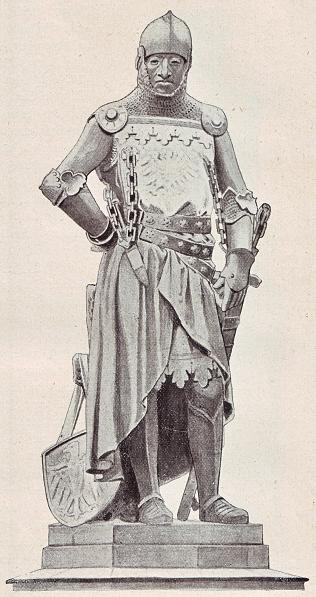
Zeichnung Otto der Faule
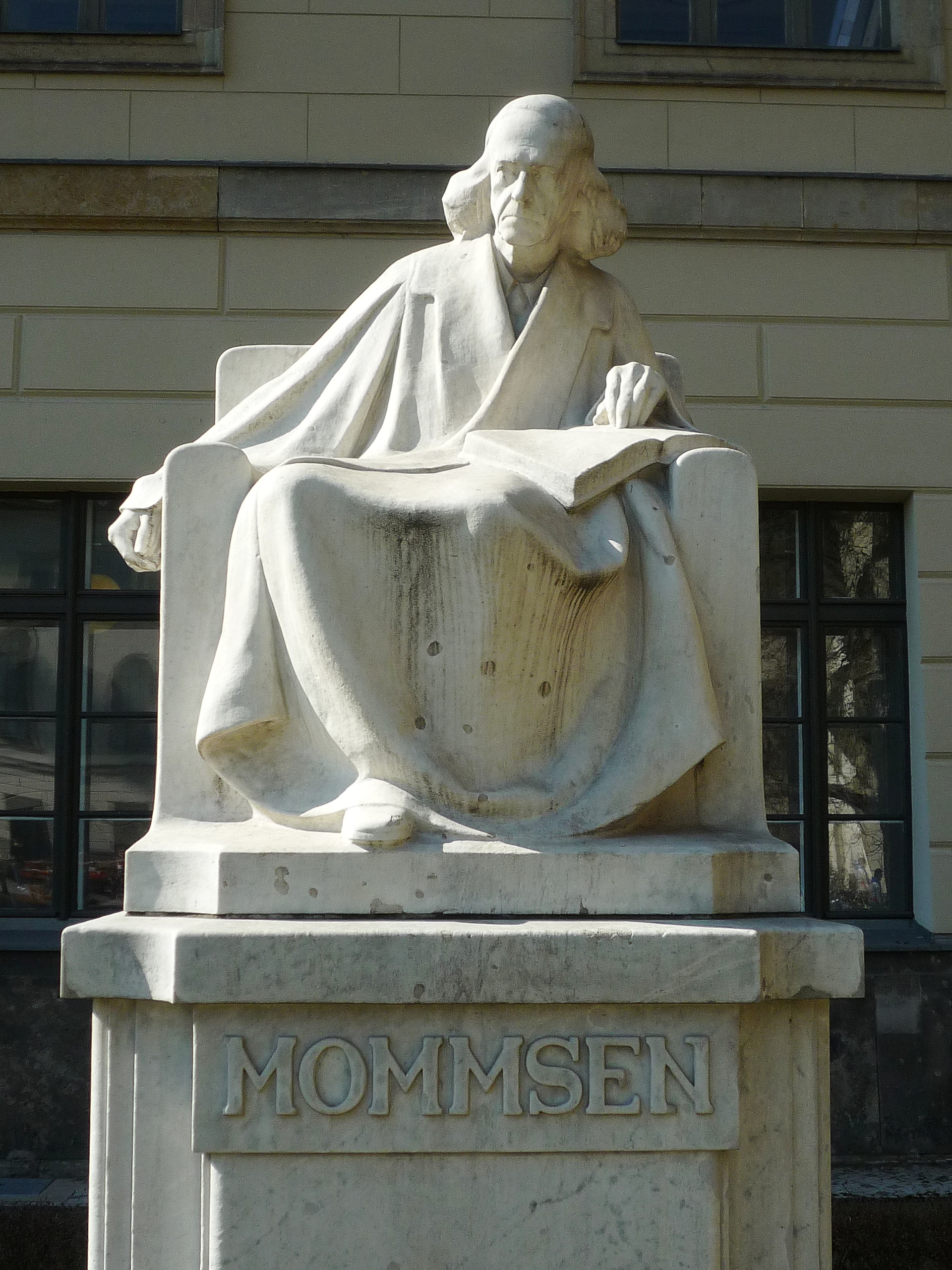
Mommsen-Denkmal vor der Humboldt-Universität
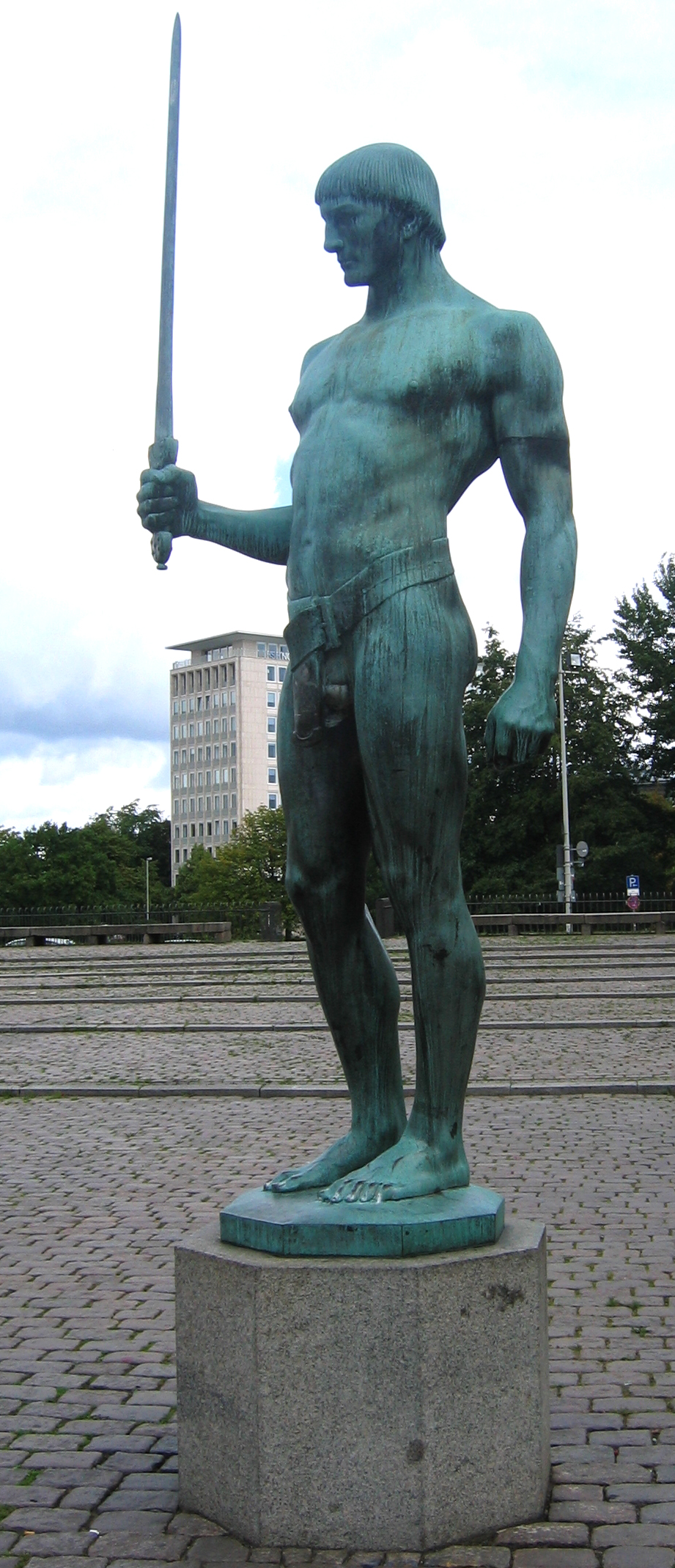
Schwertträger auf dem Rathausplatz Kiel
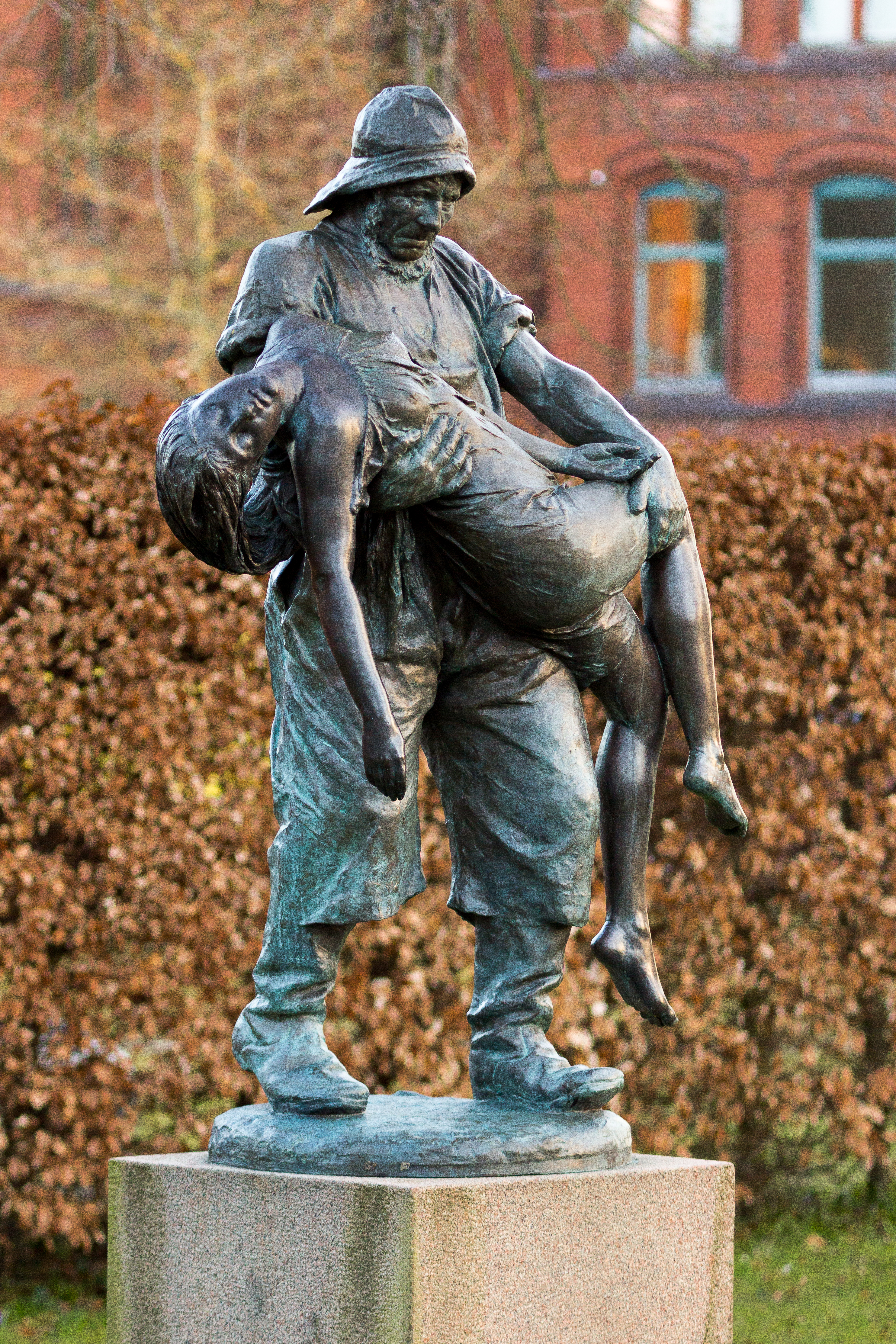
Gerettet auf dem Museumsberg Flensburg
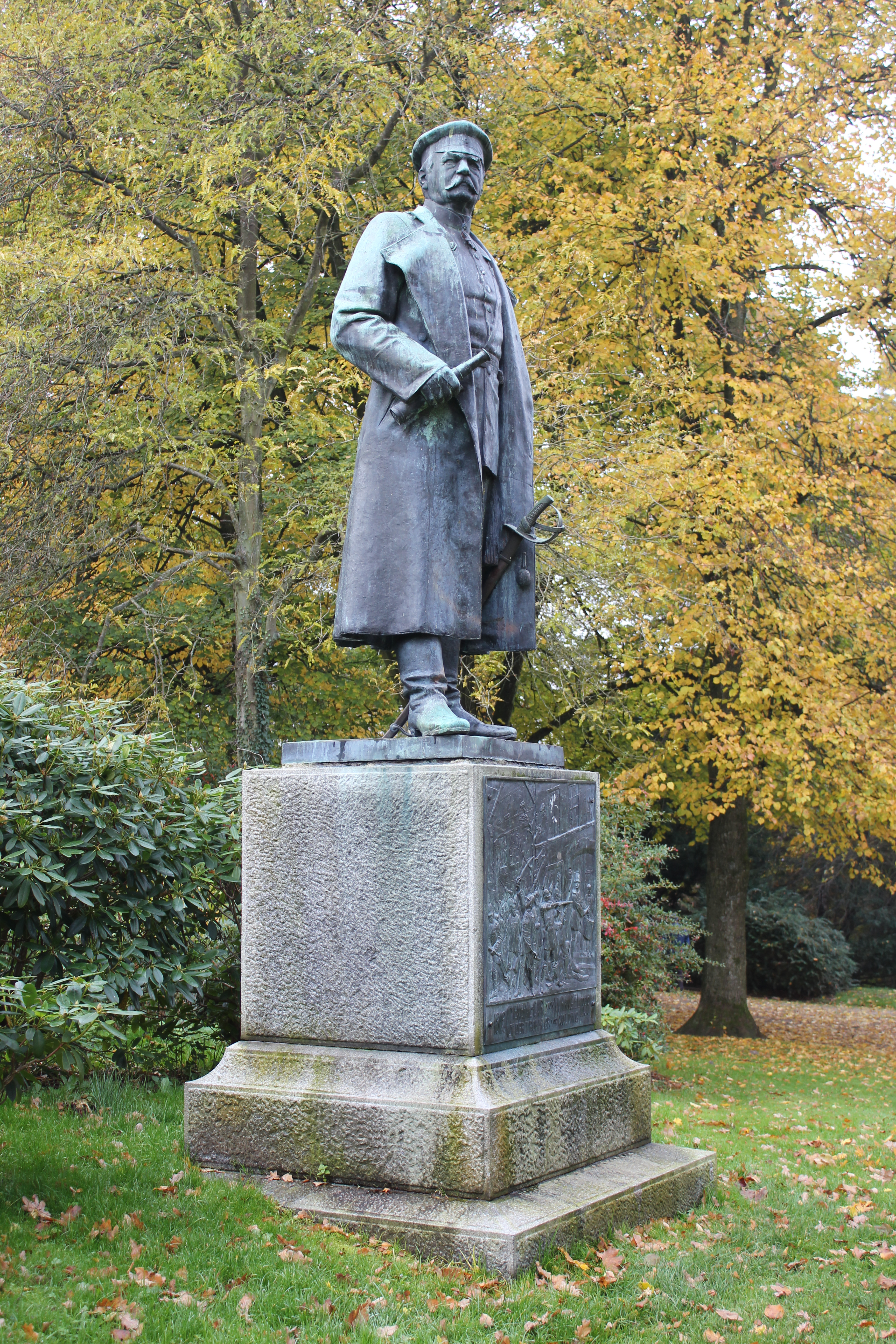
General Karl Friedrich Wilhelm Freiherr von Wrangel im Stadtpark Flensburg
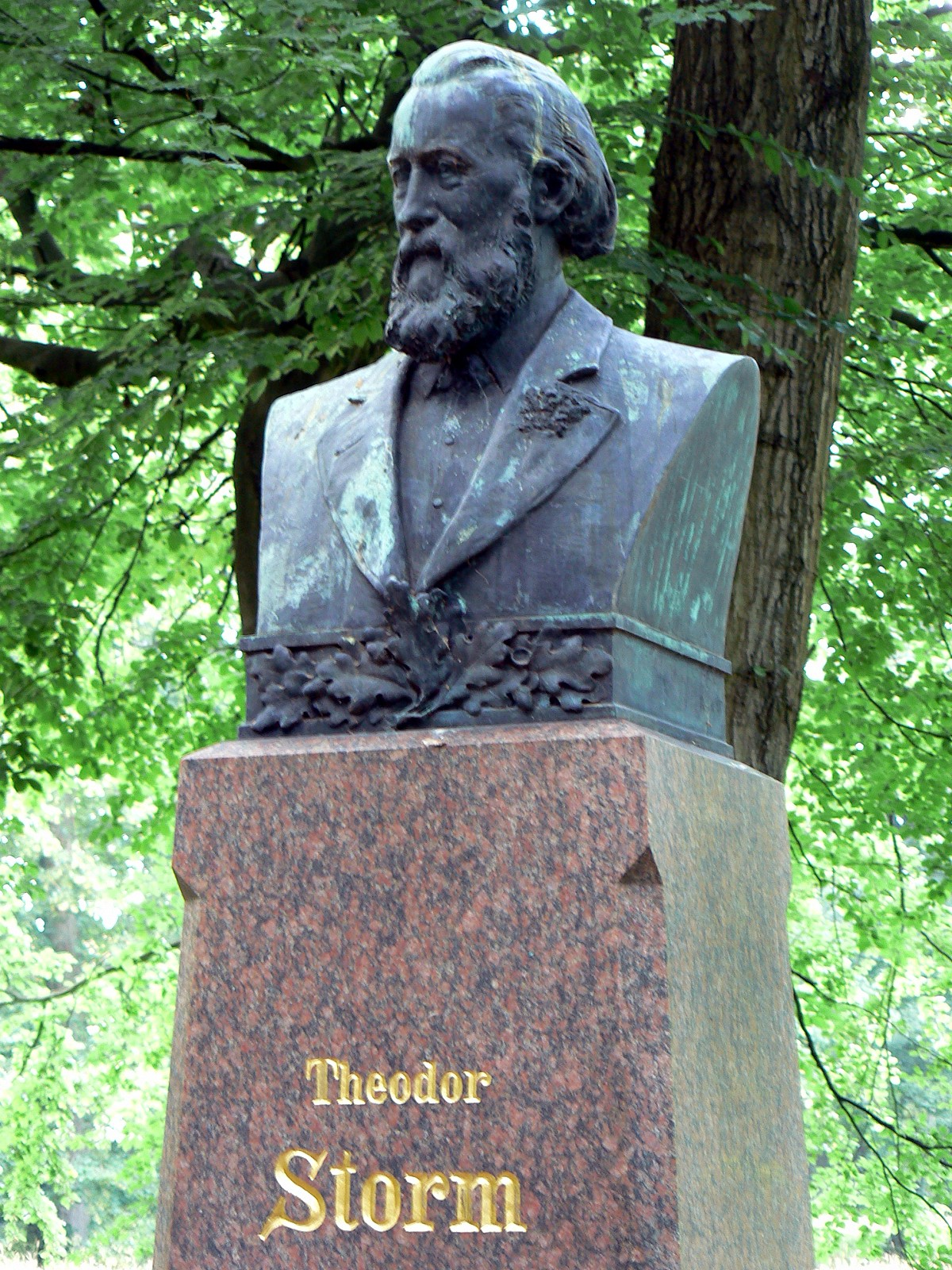
Büste Theodor Storms im Schlosspark Husum
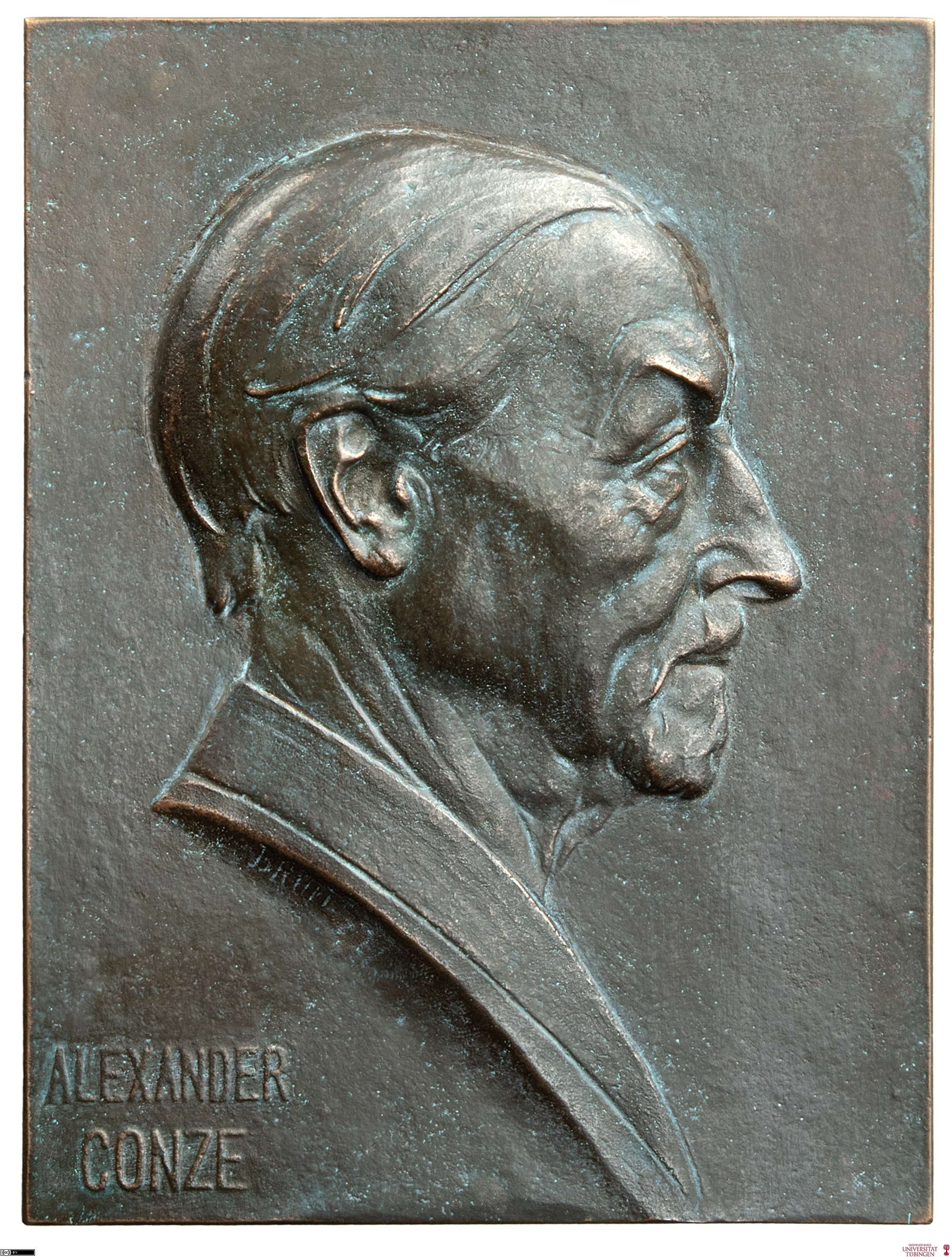
Porträtplakette Alexander Conze

### Porträts

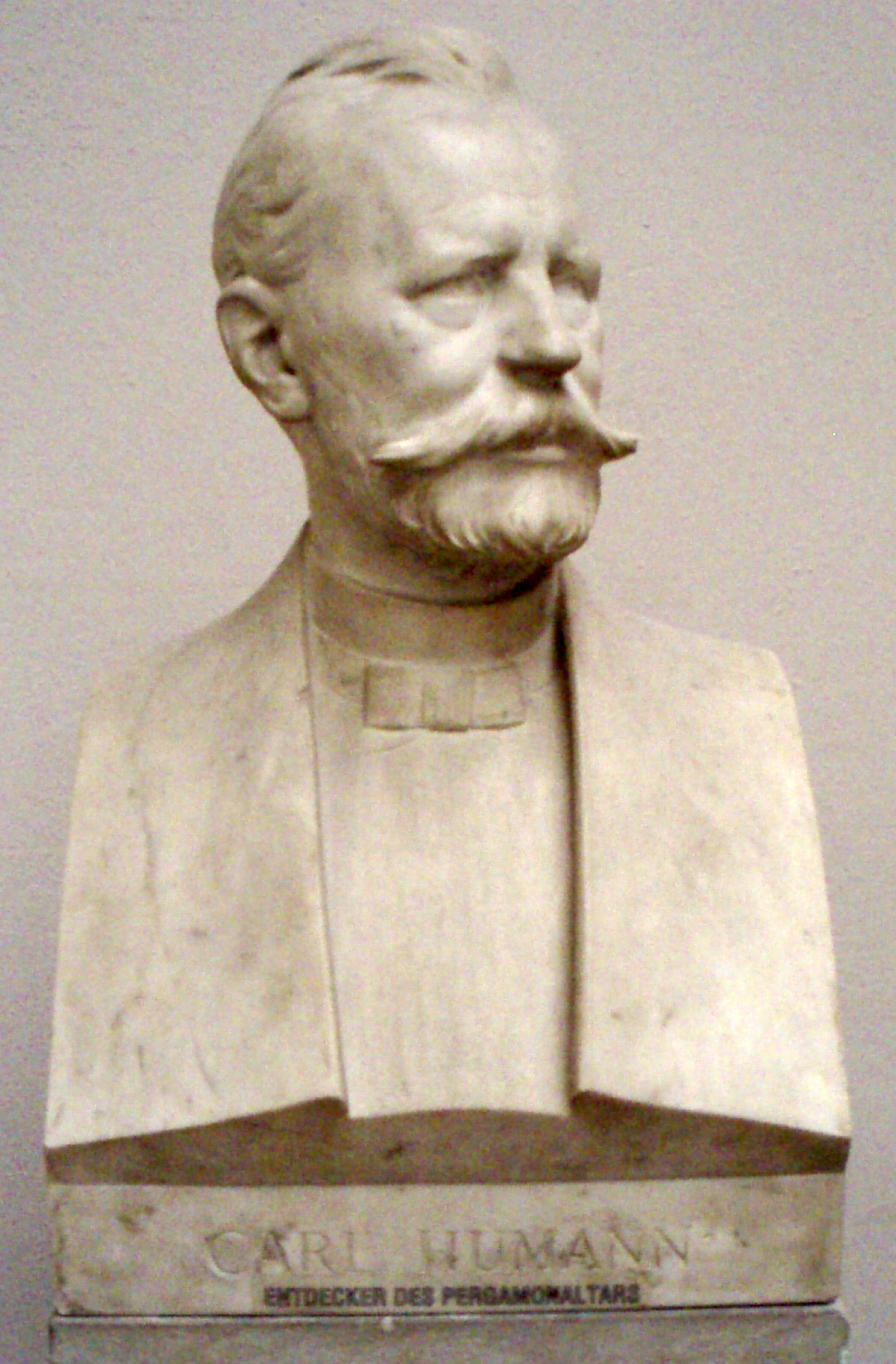
Carl Humann im Pergamonmuseum

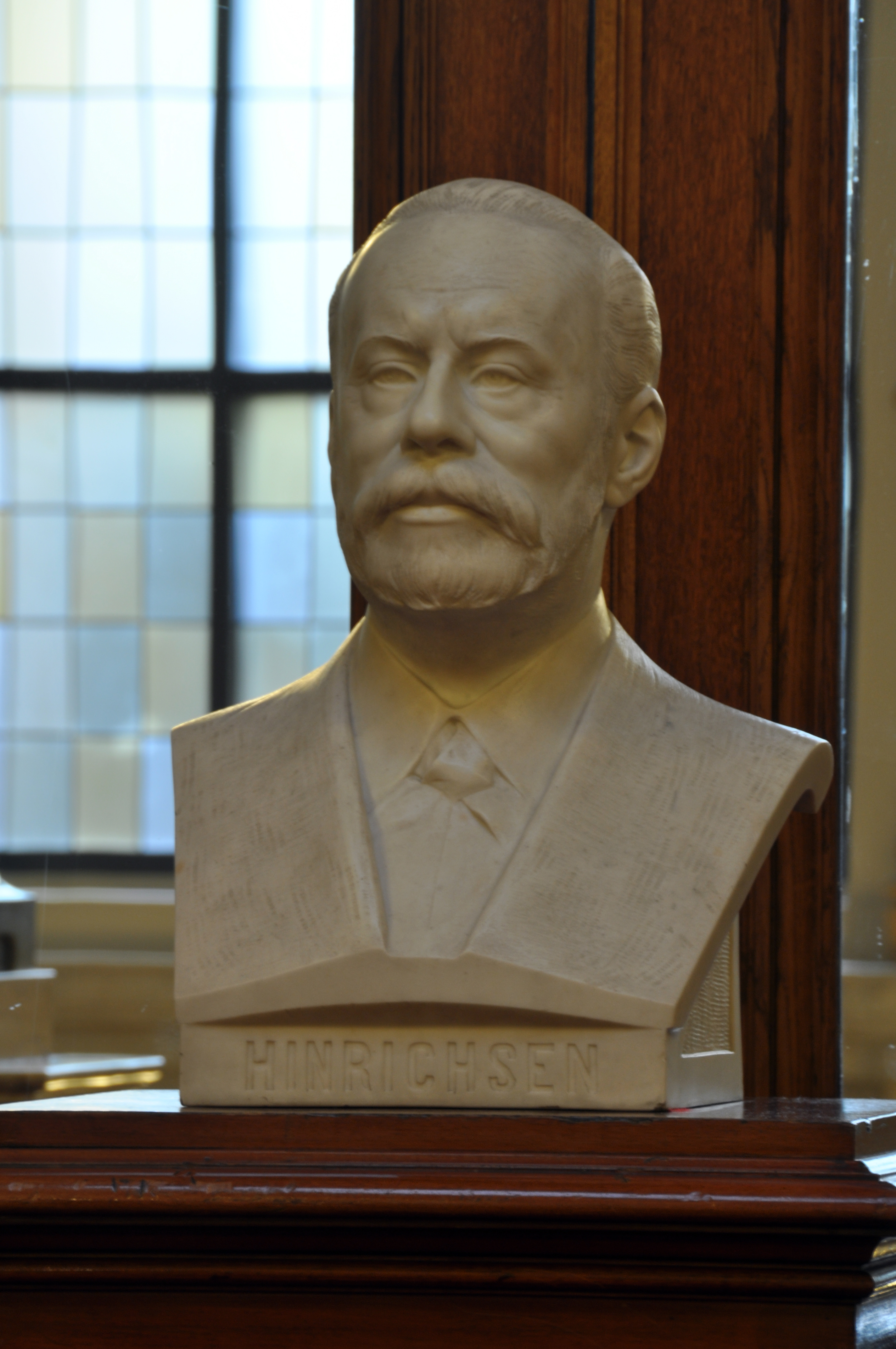
Siegmund Hinrichsen im Hamburger Rathaus

- Wilhelm Ahlmann
- Alexander Conze
- Lucas von Cranach
- Erich Wolf Degner
- Curt Elschner
- Friedrich von Esmarch
- Ludwig Franzius
- Rudolph Hertzog[22]
- Siegmund Hinrichsen
- Carl Humann
- Michael Jebsen
- Leonhard Richard Karl
- Richard Koch
- Felix Koenigs
- Hans Christian Lange
- Rochus von Liliencron
- Wilhelm Martens
- Theodor Mommsen
- Hans Olde
- Eugen Petersen
- Julius Carl Raschdorff
- Eduard Sachau
- Theodor Storm
- Johannes Vahlen
- Karl Waechter
- Karl von Wrangel

## Schüler
- Arthur Boué
- Gottlieb Elster
- Wolfgang Schwartzkopff
- Franziska von Seeger
- Bernhard Sopher
- Josef Heise

## Nachlass
Brütts Nachlass kam an das Nissenhaus-Nordfriesische Museum, das heutige Nordfriesische Museum. Nissenhaus Husum.

## Würdigung
- Goldene Medaillen der Ausstellungen von Berlin, Paris, Melbourne, St. Louis 1904 und Chicago 1893
- Roter Adler-Orden

4. Klasse 1897
3. Klasse mit der Schleife 1902
- Ehrenbürger von Bad Berka (1928)